# Siedemnasty rząd Izraela
Siedemnasty rząd Izraela – rząd Izraela, sformowany 3 czerwca 1974, którego premierem został Icchak Rabin z Koalicji Pracy. Rząd został powołany przez koalicję mającą większość w Knesecie VIII kadencji, po rezygnacji Goldy Meir, stojącej na czele dotychczasowego rządu tej samej koalicji. Siedemnasty rząd funkcjonował do 20 czerwca 1977, kiedy to powstał rząd premiera Menachema Begina.